# Baphomet's Blood
I Baphomet's Blood sono un gruppo musicale speed metal italiano.

## Storia del gruppo
I Baphomet's Blood nascono nel 2003 dall'iniziativa di Necrovomiterror e R.R. Bastard.
Nel 2005 pubblicano il primo demo dal titolo Satanic Commando, contenente due pezzi originali e una cover di Heart of Stone dei Motörhead. Rimarrà la prima ed unica uscita dei Baphomet's Blood in formato CD, successivamente la band ha deciso di pubblicare i propri lavori esclusivamente su vinile e cassetta.
Nel 2006 esce l'album di debutto Satanic Metal Attack, edito dall'etichetta brasiliana Dies Irae Records.
Nel 2008 viene pubblicato Second Strike, co-prodotto dalle etichette tedesche Iron Bonehead e High Roller. Questa collaborazione continuerà anche l'anno seguente, con l'uscita del terzo album Metal Damnation.
Il 2009 è anche l'anno della prima tournée all'estero per la band, Lo Speed Metal Blitzkrieg Over Germany Tour, insieme a Fingernails e Die Hard.
Nel Marzo 2011 è uscito l'EP Back From the Fire in seguito al quale il gruppo è partito per l'European Speed Metal Blasphemies Tour, consistente in undici date. Di questo tour hanno fatto parte gli italiani Witchunter e i tedeschi Ketzer.
Viene inoltre pubblicato Live in Italy, un 7" edito dalla Blasphemous Arts Records, contenente due brani estratti dall'esibizione dei Baphomet's Blood all'Heavy Metal Night del 2010.
Nel 2012 R.R. Bastard lascia la band e viene momentaneamente sostituito da Bloodoildrinker.
I Baphomet's Blood riprendono l'attività live nel 2014, con l'entrata in formazione del nuovo batterista S.R. Bestial Hammer.
Nel Febbraio 2016 esce il quarto album In Satan We Trust. In questa occasione, la Iron Bonehead decide di ristampare i tre titoli precedenti.
Nel Giugno dello stesso anno era previsto il primo tour statunitense dei Baphomet's Blood, insieme ai connazionali Violentor, ma viene annullato per il mancato ottenimento dei visti necessari. 
Il mese successivo la bassista S.V. Goat Necromancer lascia il gruppo, al suo posto entra G.S. Philtyrant.
Nell'Ottobre 2017 la band parte per l'Europe Desacration Tour, insieme ai Violentor. Il tour conta 12 date.
Nel 2020 Angel Trosomaranus esce dai Baphomet's Blood, al suo posto rientra Bloodoildrinker in veste di chitarrista.

## Formazione

### Ultima Formazione
- Necrovomiterror - voce/chitarra
- Bloodoildrinker - chitarra - batteria (2012)
- G.S. Phyltyrant - basso
- S.R. Bestial Hammer - batteria

### Ex componenti
- R.R. Bastard - batteria (2003-2012)
- S.V. Goat Necromancer - basso (2003-2016)
- Angel Trosomaranus - chitarra (2003-2020)

## Discografia
Album in studio
- 2006 - Satanic Metal Attack
- 2008 - Second Strike
- 2009 - Metal Damnation
- 2016 - In Satan We Trust

Live
- 2011 - Live in Italy

EP
- 2011 - Back From the Fire

Compilation
- 2012 - Speed Metal Overkill